# American Woman (álbum)
American Woman es el sexto álbum de estudio de la banda de rock canadiense The Guess Who y el último en contar con el guitarrista original Randy Bachman hasta su regreso en 1983. El álbum logró ubicarse en la posición #9 en la lista de éxitos estadounidense Billboard Pop Albums. Se mantuvo en las listas cerca de un año y se convirtió en el álbum más exitoso de la agrupación, especialmente por la repercusión que tuvo el sencillo American Woman.

## Lista de canciones
Todas escritas por Randy Bachman/Burton Cummings, excepto donde se indique lo contrario.
1. "American Woman" - (Randy Bachman/Burton Cummings/Jim Kale/Garry Peterson) 5:11
2. "No Time" - 3:50
3. "Talisman" - 5:10
4. "No Sugar Tonight/New Mother Nature" - 4:55
5. "969 (The Oldest Man) (Instrumental)" (Bachman) - 3:00
6. "When Friends Fall Out" - 3:04
7. "8:15" - 3:31
8. "Proper Stranger" - 4:06
9. "Humpty's Blues/American Woman (Epilogue)" - 6:12

### Pista adicional de la edición de 2000
10. "Got to Find Another Way" - 2:51

## Personal
- Burton Cummings: voz, teclados
- Randy Bachman: guitarras, voz
- Jim Kale: bajo, voz
- Garry Peterson: batería, percusión, voz